# Georradar

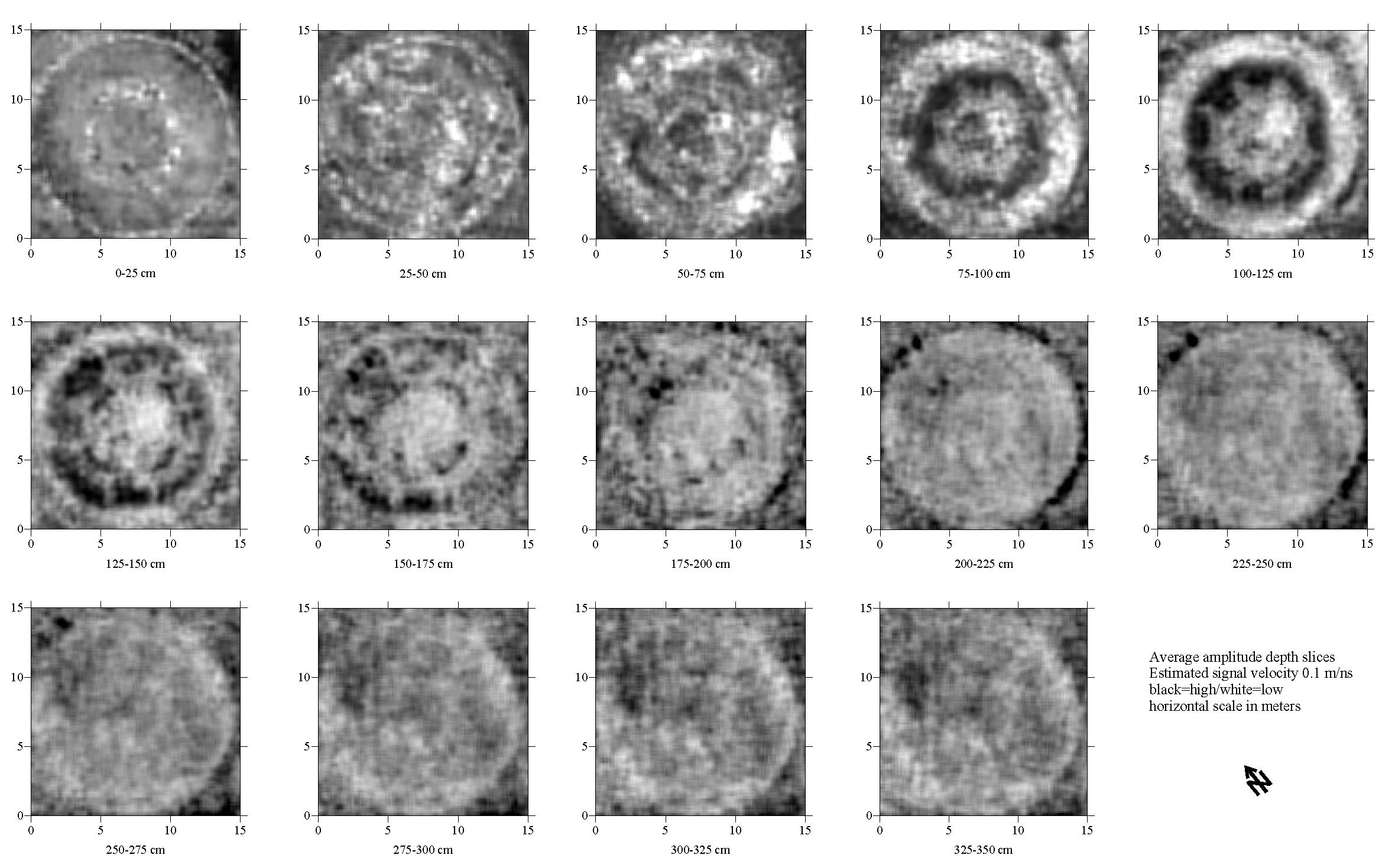
Rebanadas de georradar. La estructura representada es una cripta en un cementerio histórico en Saint Paul, Minnesota

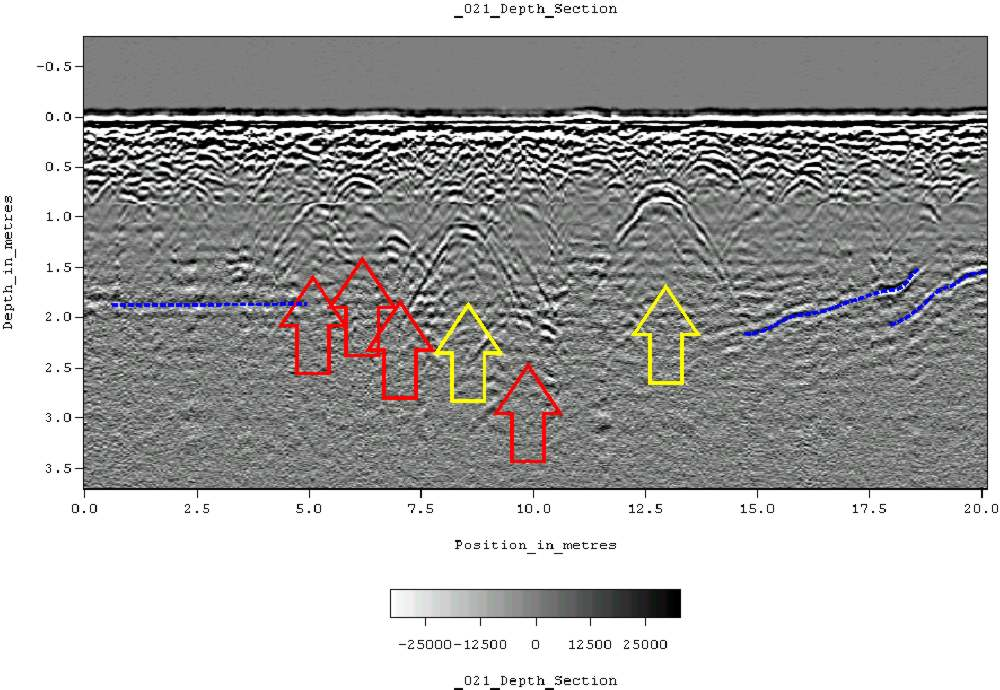
Gráfico de un radar de penetración terrestre (radargrama), hecho a un cementerio histórico de Alabama. Las reflexiones hiperbólicas indican la presencia de reflectores enterrados bajo la superficie, posiblemente asociados a entierros humanos

Un georradar, radar de penetración de tierra, radar de penetración terrestre, radar de sondeo terrestre, GPR o radar inferior es un instrumento que se utiliza para investigar o detectar objetos, estructuras, etc., por debajo del nivel del suelo.
El georradar es una moderna técnica no destructiva, ampliamente utilizada por un grupo muy diverso de profesionales que incluyen agrónomos, arqueólogos, arquitectos, criminólogos, ingenieros, especialistas ambientales, forestales, geólogos, geofísicos, hidrólogos, gestores de uso de la tierra, y los científicos del suelo.
Se trata de un método no invasivo de análisis de materiales basado en la transmisión de ondas electromagnéticas de banda ultra ancha en los materiales; en el rango de 10 MHz a 2,6 GHz. Una parte de la onda electromagnética se refleja cuando se alcanza un límite entre dos materiales con diferente propiedades eléctricas. La señal reflejada se graba en la fuente de la onda EM y se muestra para el operador y con frecuencia registrada para su posterior análisis.
Las aplicaciones del georradar de subsuelo como técnica ecológica, no destructiva y de alta resolución están ampliamente documentadas, también por la gran versatilidad que lo caracteriza (e.g. sistemas de distribución de agua). Uno de los desafíos a los que se enfrenta esta técnica es ser capaz de obtener información a mayor profundidad de la que se obtiene actualmente, así como métodos de representación de los datos obtenidos que sean más fáciles de interpretar.
El georradar, es una técnica relativamente nueva. A principios del siglo XX, Christian Hülsmeyer obtuvo la primera patente en tecnología de radar, en el año 1904. Seis años más tarde Gotthelf Leimbach y Heinrich Löwy aplicaron esta tecnología para localizar objetos enterrados bajo tierra.
Ya en 1926 el Dr. Hülsenbeck introduce el sistema de radar por pulsos, lo que permitió mejorar notablemente la resolución en profundidad, siendo una técnica que se sigue empleando ampliamente en nuestros días. Una de las primeras prospecciones usando la técnica de georradar se llevó a cabo en Austria en 1929, donde W. Stern midió la profundidad de un glaciar.
Después de este hito, la técnica de georradar queda abandonada por muchos años. No es hasta después de la Segunda Guerra Mundial que esta tecnología se retoma, en especial orientada a aplicaciones militares tales como localizar túneles en la zona desmilitarizada comprendida entre Corea del Norte y Corea del Sur.
Poco después, las empresas de servicios públicos y la construcción empezaron a interesarse en el georradar como una herramienta práctica para localizar líneas de conducción bajo las calles de las ciudades. Otra aplicación que aparece en torno a 1980 es la utilización de esta tecnología de radar de penetración terrestre para explorar, entre otros, mesas de agua y depósitos de sal.
Los primeros sistemas GPR se vendieron en el año 1985, mientras que los primeros libros de referencia globales fueron escritos en la década de 1990. Hoy en día existen varias empresas que producen los sistemas GPR mientras que otros proporcionan servicios de mediciones. Por otra parte, las universidades llevan a cabo investigaciones en el campo de los sistemas de radar de penetración terrestre.
Un GPR también se utiliza para investigar las propiedades de las capas del suelo. En los últimos 70 años han aumentado considerablemente las aplicaciones en geofísica.